# Léonard Specht
Léonard Specht (født 16. april 1954 i Mommenheim, Frankrig) er en fransk tidligere fodboldspiller (forsvarer) og senere -træner.
Gennem sin 20 år lange karriere repræsenterede Specht henholdsvis Strasbourg og Bordeaux. Han var med til at vinde det franske mesterskab med begge klubber, mens det med Bordeaux også blev til to sejre i pokalturneringen Coupe de France.
Specht spillede desuden 18 kampe for Frankrigs landshold. Hans første landskamp var en venskabskamp mod Spanien 8. november 1978, hans sidste en VM-kvalifikationskamp mod Bulgarien 2. maj 1985.
Efter at have stoppet sin aktive karriere var Specht i to år, fra 1989 til 1991, også træner for sin tidligere klub som aktiv, Strasbourg.

## Titler
Ligue 1
- 1979 med Strasbourg
- 1984, 1985 og 1987 med Bordeaux

Coupe de France
- 1986 og 1987 med Bordeaux